# Pantnagar
Pantnagar est une ville de l'État d'Uttarakhand, en Inde. Elle est située dans le district d'Udham Singh Nagar, qui fait partie de la division de Kumaon.

## Géographie
Pantnagar est située près des villes de Haldwani, Kiccha, Nainital et Rudrapur.

## Histoire
La ville a fait partie de l'État d'Uttar Pradesh jusqu'en novembre 2000, lorsque l'Uttarakhand est devenu le 27e État de l'Union indienne.

## Industrie
En 2006, le constructeur automobile indien Tata Motors construit une usine à Pantnagar afin de produire son véhicule Tata Ace. D'autres constructeurs comme Bajaj Auto et Ashok Leyland, ainsi que des fournisseurs de l'industrie automobile indienne, ouvrent également des usines à Pantnagar.

## Transports
Pantnagar dispose d'un aéroport, dont la piste mesure 1 371 m (4 500 ft).

## Éducation
Inaugurée en 1960, l'Agricultural University at Pantnagar est renommée Govind Ballabh Pant University of Agriculture and Technology en 1970 en l'honneur de l'homme politique Govind Ballabh Pant, mort en 1961.